# Festival Internacional de Cinema de Sant Sebastià 1972
La 20a edició del Festival Internacional de Cinema de Sant Sebastià va tenir lloc entre el 10 i el 19 de juliol de 1972. En aquesta edició continuava tenint la categoria A de la FIAPF, és a dir, festival competitiu no especialitzat.

## Desenvolupament
Fou inaugurat el dia 10 de juliol al Museu Sant Telmo pel director del festival, Miguel de Echarri Gamundi, i el director general de Cultura Popular i Espectacles, Jaime Delgado Martín. Alhora, al Museu es van inaugurar dues exposicions, "La fiesta taurina y el cine", presentada per Luis Gómez Mesa, i una altra dedicada als 19 anys del Festival. Va obrir el festival Junior Bonner de Sam Peckinpah, protagonitzada per Steve McQueen. Hi van estar presents Mikaela, la filla de María Montez, José Nieto, Antonio Casas, Rafael Alonso, Trevor Howard i Howard Hawks, membre del jurat i objecte d'una retrospectiva de 14 pel·lícules. El dia 11 es van projectar la soviètica Tiepló tvoikh ruk (el calor de les teves mans), projecció a la que va assistir la seva protagonista, Sofiko Txiaureli, i l'espanyola La duda. El dia 13 es va projectar la txecoslovaca Svatba bez prstýnku (Noces sense anells) i a la secció informativa l'alemanya Les campanes de Silèsia de Peter Fleischmann. El dia 14 la soviètica Lăutarii i la britànica Something to Hide, així com el curtmetratge La fábrica d'Ernest Blasi i Bustinza. El dia 15 l'estatunidenca The Glass House i la francesa Églantine dirigida per Jean-Claude Brialy, qui en l'edició anterior havia actuat a la guanyadora de l'anterior edició Le Genou de Claire, i que va comptar amb la presència de la protagonista Valentine Tessier i el productor Jacques Charrier. Els dies 16 i 17 es van projectar l'espanyola Morbo, protagonitzada per Ana Belén i Víctor Manuel, la britànica Follow Me!, l'hongaresa Meztelen vagy i la portuguesa Uma Abelha na Chuva. El dia 18 La Polizia ringrazia i la polonesa Zabijcie czarną owcę. El dia 19 es van projectar L'Homme au cerveau greffé i The Culpepper Cattle Co., i fou clausurat amb l'entrega de premis i la projecció de Què em passa, doctor?.

## Retrospectiva
En aquesta edició es va retre homenatge en forma de retrospectiva a Howard Hawks, del qual es van projectar 14 pel·lícules, entre elles Paid to Love (1927), The Dawn Patrol (1930) o Scarface (1932).

## Jurat oficial
- Howard Hawks
- Michael Birkett, 2n Baró Birkett
- Diego Fabbri
- Félix Máriássy
- Juanjo Menéndez
- Marie-José Nat
- Nino Quevedo

## Selecció oficial
Les pel·lícules de la selecció oficial de 1972 foren:
- Églantine de Jean-Claude Brialy
- Follow Me! de Carol Reed
- Junior Bonner de Sam Peckinpah
- L'Homme au cerveau greffé de Jacques Doniol-Valcroze
- La duda de Rafael Gil
- La Polizia ringrazia de Stefano Vanzina
- Lăutarii d'Emil Loteanu
- Meztelen vagy d'Imre Gyöngyössy
- Morbo de Gonzalo Suárez
- Something to Hide d'Alastair Reid
- Svatba bez prstýnku de Vladimír Čech
- The Culpepper Cattle Co. de Dick Richards
- The Glass House de Tom Gries
- Tiepló tvoikh ruk de Xota Managadze i Nodar Managadze
- Uma Abelha na Chuva de Fernando Lopes
- Què em passa, doctor? de Peter Bogdanovich  (fora de concurs)
- Zabijcie czarną owcę de Jerzy Passendorfer

## Palmarès
Els premis atorgats en aquesta edició foren:
- Conquilla d'Or a la millor pel·lícula: The Glass House de Tom Gries
- Conquilla d'Or (curtmetratge): Le chavalanthrope, de Mario Ruspoli
- Conquilla de plata (ex aequo): 
  - La Polizia ringrazia de Stefano Vanzina 
  - Églantine de Jean-Claude Brialy
- Conquilla de Plata i Premi Especial del Jurat: Lăutarii d'Emil Loteanu
- Premi Sant Sebastià d'interpretació femenina: Mia Farrow, per Follow Me! de Carol Reed
- Premi Sant Sebastià d'interpretació masculina: 
  - Fernando Rey, per La duda de Rafael Gil 
  - Chaim Topol, per Follow Me! de Carol Reed
- Menció especial del Jurat: Ana Belén